# One Law for the Woman
One Law for the Woman è un film muto del 1924 diretto da Dell Henderson (con il nome Del Henderson).

## Trama
Truffato da un falso contratto per una miniera, l'ingegnere Ben Martin scopre una vena d'oro. Insieme alla sua ragazza, riesce a riavere i diritti della miniera e a salvarsi da un'inondazione.

## Produzione
Il film fu prodotto dal Charles E. Blaney per la sua casa di produzione Charles E. Blaney Productions

## Distribuzione
Il film uscì nelle sale cinematografiche statunitensi il 25 maggio 1924, distribuito dalla Vitagraph Company of America.